# Сероклювый туканет
Сероклювый туканет (лат. Aulacorhynchus coeruleicinctis) — представитель семейства тукановых (Ramphastidae), обитающий в Центральной и Южной Америке.

## Распространение
Обитают на территории Панамы, Коста-Рики, Боливии и Перу.

## Описание
У тукана большой светло-серый клюв, за что эта птица и получила название. Тело птицы окрашено в зелёный цвет. Это довольно крупные пернатые, только хвост достигает 14 см, длина тела 40 см, а размах крыльев 30 см. Вес составляет 173—257 г.